# Peter Straub
Pour les articles homonymes, voir Straub.
Œuvres principales
- Julia
- Le Fantôme de Milburn
- Koko
- Le Talisman
- Territoires

Peter Straub, né le 2 mars 1943 à Milwaukee dans le Wisconsin et mort le 4 septembre 2022 à Manhattan, est un écrivain américain surtout connu comme auteur de romans fantastiques (des romans d'horreur avant tout), mais ayant également écrit des recueils de poèmes.

## Biographie
À l'âge de sept ans, Peter Straub fut renversé par une voiture, ce qui lui causa de graves blessures. Il fut hospitalisé pendant plusieurs mois et cet accident lui fit prématurément prendre conscience de sa propre mortalité.
Lecteur vorace durant sa jeunesse, cet intérêt pour la littérature déplut à ses parents, son père espérant qu'il deviendrait un sportif professionnel alors que sa mère voulait faire de lui un pasteur luthérien. Néanmoins, il commença à écrire alors qu'il était au collège.
Après être sorti diplômé en anglais de l'Université Columbia en 1966, il enseigna brièvement cette matière à Milwaukee avant de déménager pour Dublin en 1969 dans le but de préparer un doctorat en philosophie et c'est là qu'il commença à écrire de façon professionnelle.
Ses premières tentatives dans la littérature dite générale et la poésie ayant connu un succès mitigé, Straub aborda le genre fantastique avec son roman Julia en 1975. Il connut la reconnaissance du grand public en 1979 avec Ghost Story qui fut adapté deux ans plus tard au cinéma. Les romans à succès s'enchaînèrent par la suite, incluant deux collaborations avec son ami de longue date Stephen King : Le Talisman et Territoires.
Il meurt le 4 septembre 2022 des suites d'une longue maladie,.

## Œuvres

### Romans
- (en) Marriages, 1973
- (en) Under Venus, 1974
- Julia, 1988 ((en) Julia, 1975)
- Tu as beaucoup changé, Alison, 1988 ((en) If You Could See Me Now, 1977)
- Ghost Story, 1979 ((en) Ghost Story, 1979)Traduit initialement sous le titre Le Fantôme de Milburn
- Shadowland, 1987 ((en) Shadowland, 1980)
- Le Dragon flottant, 1988 ((en) Floating Dragon, 1982)
- Sans portes ni fenêtres, 1992 ((en) Houses whithout doors, 1990)
- Le Club de l'enfer, 1998 ((en) The Hellfire Club, 1995)
- Magie de la terreur, 2000 ((en) Magic terror, 2000)
- Mr. X, 2000 ((en) Mr X, 1999)
- Les Enfants perdus, 2005 ((en) Lost Boy, Lost Girl, 2003)
- Le Cabinet noir, 2007 ((en) In the Night Room, 2004)Réédition sous le titre Night Room, Bragelonne, 2017
- Messe noire, Bragelonne, 2015 ((en) A Dark Matter, 2010)

#### SérieLe talisman des territoires(coécrit avecStephen King)
- Le Talisman, 1986 ((en) The Talisman, 1984)Écrit avec Stephen King.
- Territoires, 2002 ((en) Black House, 2001)Écrit avec Stephen King.

#### SérieTrilogie de la rose bleue(Blue Rose Trilogy)
- Koko, 1990 ((en) Koko, 1988)
- Mystery, 1991 ((en) Mystery, 1990)
- La Gorge, 1995 ((en) The Throat, 1993)

### Recueils de nouvelles
- Sans portes ni fenêtres, 1992 ((en) Houses Without Doors, 1990)
- Magie de la terreur, 2000 ((en) Magic Terror, 2000)
- (en) Five Stories, 2007
- (en) The Juniper Tree and Other Blue Rose Stories, 2010
- (en) Interior Darkness: Selected Stories, 2016

### Poésies
- (en) My Life in Pictures, 1971Publié avec son ami Thomas Tessier
- (en) Ishmael, 1972
- (en) Open Air, 1972
- (en) Leeson Park and Belsize Square: Poems 1970 - 1975, 1983

## Récompenses
- Prix British Fantasy
  - Meilleur roman 1994 pour Le Dragon flottant

- Prix World Fantasy
  - Meilleur roman 1989 pour Koko
  - Meilleur roman court 1993 pour Le Village fantôme

- Prix Bram Stoker
  - Meilleur roman 1993 pour La Gorge
  - Meilleure nouvelle longue 1998 pour Mr. Clubb and Mr. Cuff
  - Meilleur roman 1999 pour Mr. X
  - Meilleur recueil de nouvelles 2000 pour Magie de la terreur
  - Meilleur roman 2003 pour Les Enfants perdus
  - Meilleur roman 2004 pour Le Cabinet noir
  - Meilleur recueil de nouvelles 2007 pour Five Stories
  - Meilleur roman 2010 pour Messe noire

## Adaptations cinématographiques
- 1977 : Le Cercle infernal (Full Circle) de Richard Loncraine d'après Julia
- 1981 : Le Fantôme de Milburn (Ghost story) de John Irvin